# Thelma Forbes
Thelma Bessie Brown Forbes (* 26. September 1910 in Manitou, Manitoba; † 5. Januar 2012 in Port Coquitlam, British Columbia) ist eine kanadische Politikerin der Progressive Conservative Party of Manitoba, die von 1959 bis 1969 Mitglied der Legislativversammlung von Manitoba sowie zwischen 1963 und 1966 als erste Frau deren Sprecherin war. Des Weiteren bekleidete sie verschiedene Ministerämter.

## Leben
Thelma Bessie Brown Forbes, Tochter von Robert Alexander James Brown (1874–1930) und Annie Sheehan, besuchte das Manitou Collegiate und die Manitou Normal School. Anschließend unterrichtete sie als Schullehrerin an der Manitou School, der Pelican Lake School, der Glenora School und zuletzt an der Rathwell School. Nach ihrer Heirat 1940 betrieben sie und ihr Mann eine Imperial-Oil-Tankstelle in Rathwell und verkauften außerdem bis 1950 landwirtschaftliche Geräte der Marke International Harvester. Anschließend kauften sie Ackerland in der Nähe von Rathwell und bauten dort bis 1969 Getreide an.
Nach dem Tode des bisherigen Abgeordneten Marcel Boulic am 22. September 1959 wurde Thelma Forbes für die Progressive Conservative Party of Manitoba bei der dadurch erforderlichen Nachwahl im Wahlkreis „Cypress“ am 26. November 1959 zum Mitglied der Legislativversammlung von Manitoba gewählt und vertrat diesen Wahlkreis nach ihren Wiederwahlen am 14. Dezember 1962 und am 23. Juni 1966 bis zur Auflösung des Wahlkreises zum 25. Juni 1969, wobei sie bei dieser Wahl auch auf eine erneute Kandidatur verzichtete.
Am 28. Februar 1963 wurde Thelma Forbes als erste Frau in der Geschichte Manitobas Nachfolgerin von Abram Harrison Sprecherin der Legislativversammlung (Speaker) und bekleidete das Amt der Parlamentspräsidentin bis zum 5. Dezember 1966, woraufhin James Bilton sie ablöste. Zuvor wurde sie am 22. Juli 1966 in das Kabinett von Premierminister Dufferin Roblin berufen und bekleidete in diesem bis zum 27. November 1967 das Amt als Ministerin für Stadtentwicklung und Kommunalangelegenheiten. Dieses Ministeramt bekleidete sie zwischen dem 27. November 1967 und dem 24. September 1968 auch im darauf folgenden Kabinett von Premierminister Walter Weir und fungierte anschließend in dessen Kabinett vom 24. September 1968 bis zum 15. Juli 1969 als Ministerin für Regierungsdienste.
Thelma Forbes engagierte sich des Weiteren als Mitglied des Winnipeg Business and Professional Club, der Rothwell Clubs, des Jegion Women’s Institute und des Curling Clubs. Für ihr Engagement in der Gemeinde erhielt sie 1971 den Manitoba Good Citizenship Award. 1978 zogen sie und ihr Mann nach Treherne. Ihre am 23. Mai 1940 geschlossene Ehe mit James Edgar Forbes (1910–1982) blieb kinderlos. Am 28. Januar 1991 wurde sie als Captain in den Order of the Buffalo Hunt aufgenommen, dem Vorgänger des heutigen Order of Manitoba. Später zog sie nach Port Coquitlam, British Columbia, wo sie am 5. Januar 2012 verstarb. Sie wurde auf dem Treherne Woodlands Cemetery begraben.

## Hintergrundliteratur
- Pierre G. Normandin: Canadian Parliamentary Guide, 1965